# Площадь Либердаде
Площадь Либердаде (порт. Praça да Liberdade) — площадь в городе Порту (Португалия). Она расположена в Санту-Илдефонсу, в нижней части города (байша / Baixa).

## История
После 1788 года, был построен монастырь Санто-Элой в неоклассическом стиле на южной стороне площади, ныне известный как Дворец Кардозез.
В 1866 году открыт памятник, посвященный королю Педру IV.
Внешний вид площади сильно изменился после 1916 года, когда здание муниципалитета было снесено, а к северу от площади был построен современный бульвар Авенида дос Алиадос. В зданиях вокруг площади Свободы и проспектов расположены банки, отели, рестораны и офисы. Это важная туристическая достопримечательность города.